# Zagubieni w kosmosie (film)
Zagubieni w kosmosie – film przygodowy z 1998 roku, powstały na podstawie serialu o tym samym tytule. Zdjęcia zostały nakręcone w Londynie i Shepperton.

## Fabuła
Rok 2058. Ziemia jest przeludniona, a jej zasoby naturalne dramatycznie wyczerpują się. Jedynym ratunkiem dla rodzaju ludzkiego wydaje się być kolonizacja innej planety. Naukowcy budują specjalne wrota, które będą umożliwiały poruszanie się szybsze od światła, ale tylko w przypadku istnienia drugich takich wrót u celu podróży. Rola kolumbów, którzy jako pierwsi mają dotrzeć na odległą planetę Alpha Prime, przypada rodzinie Robinsonów. Profesor John Robinson, jego żona Maureen, ich córki Judy i Penny oraz syn Will, wyruszają na podbój kosmosu. Za sterami imponującego statku „Jupiter 2” siada major Don West. Niestety, na pokładzie znajduje się też czarna owca – doktor Smith, którego celem jest sabotowanie misji.

## Obsada
- William Hurt jako John Robinson
- Mimi Rogers jako dr Maureen Robinson
- Heather Graham jako dr Judy Robinson
- Lacey Chabert jako Penny Robinson
- Jack Johnson jako Will Robinson
- Gary Oldman jako dr Smith / Pająk Smith
- Matt LeBlanc jako major Don West
- Jared Harris jako starszy Will Robinson
- Lennie James jako Jeb Walker
- June Lockhart jako dyrektor Cartwright
- Mark Goddard jako generał
- John Sharian jako Noah Freeman

i inni

## Nagrody i nominacje
Złote Maliny 1998:
Nominacja:
- Najgorszy remake lub sequel

Saturny 1998:
Nominacje w kategoriach:
- Najlepszy film sci-fi
- Najlepszy aktor drugoplanowy dla Garry'ego Oldmana
- Najlepsza charakteryzacja
- Najlepsze efekty specjalne
- Najlepsze kostiumy
- Najlepsza kreacja młodego aktora lub aktorki